# Santesonstjärnen
Santesonstjärnen är en liten sjö på toppen av berget Storvätteshogna i Älvdalens kommun i Dalarna. Sjön har en area på 0,09 kvadratkilometer och ligger 1 176,7 meter över havet.

## Delavrinningsområde
Santesonstjärnen ingår i det delavrinningsområde som SMHI kallar för Ovan Storbäcken (en del av Dalälvens huvudavrinningsområde). Medelhöjden är 909 meter över havet och ytan är 38,9 kvadratkilometer. Räknas de 3 avrinningsområdena uppströms in blir den ackumulerade arean 55,73 kvadratkilometer. Foskan som avvattnar avrinningsområdet har biflödesordning 3, vilket innebär att vattnet flödar genom totalt 3 vattendrag innan det når havet efter 500 kilometer. Avrinningsområdet består mestadels av kalfjäll (89 procent). Avrinningsområdet har 0,08 kvadratkilometer vattenytor vilket ger det en sjöprocent på 0,2 procent.